# Київська міська дума
Київська міська дума — орган місцевого самоврядування в місті Києві в період з 1834 по 1919 роки.

## Передумова створення
Указом імператора Миколи І від 23 грудня 1834 року було змінено управління в Києві. Цим указом ліквідовувалося Магдебурзьке право в місті. Замість Магістрату було впроваджено російську модель міського самоврядування (дума і управа). Відтепер господарством Києва відала Міська Дума, що стала виборним розпорядчим органом міського самоврядування, та її виконавчий орган — міська управа.

## Історія
Спочатку Дума мала станово-представницький характер, а після «Городового положення» 1870 року обиралась на основі майнового цензу, її очолював міський голова, якого обирали терміном на 4 роки. Нове «Городове положення» 1892 року було спрямовано на ліквідацію царизмом ліберальних реформ. Київське міське самоврядування цілком перейшло до представників дворянства й великої буржуазії. Окрім того, розширились офіційні права царської влади, яка дедалі більше втручалася в справи міського управління.
У липні 1917 року вперше і востаннє вибори до Міської думи відбулися за партійними списками на основі загального, прямого, рівного, таємного та пропорційного голосування, в якому взяли участь 53 % виборців. Однак Дума, обрана за новим демократичним законом Тимчасового уряду, проіснувала лише до осені 1919 року. В умовах громадянської війни думські депутати доклали чимало зусиль, щоб зберегти місто від руйнувань і злиднів. Із встановленням влади більшовиків діяльність Думи не відновлювали.

## Значення
Незважаючи на труднощі й перешкоди в роботі, Київська дума за час свого існування зробила вагомий внесок у соціально-економічний та культурний розвиток міста. Хоча, фактично всю владу в Києві цього періоду було зосереджено в руках царських сановників в особі губернаторів та генерал-губернаторів, які призначалися з Петербурга і разом з міністром внутрішніх справ Російської імперії здійснювали нагляд за станом міського самоврядування і затвердження всіх найважливіших постанов його органів.

## Розміщення
Магістрат, а згодом і Міська Дума розміщувалися на Подолі у будинку Назарія Сухоти за адресою вул. Покровська, 8/12. І лише 1878 року переїхала у спеціально для неї збудоване у 1874–1878 роках приміщення на Хрещатику.
Ще в 1873 році місто виділило позику в розмірі 180 тисяч рублів для спорудження власного приміщення. 22 липня 1874 року, в день імператорських іменин, відбулися урочистості з приводу закладки будівлі Думи. По закінченні офіційної частини міський голова Павло Демидов князь Сан-Донато, запросив усіх присутніх на великий сніданок.
28 січня 1878 року міська дума вперше провела своє засідання у новому будинку. Ця двоповерхова будівля нагадувала за своєю формою розігнуту підкову, звернену своїм випуклим боком до Хрещатика. На першому поверсі розмістилися крамниці, які щорічно збагачували міську скарбницю на 30 тисяч рублів; у бельетажі — кімнати для міської управи та зала засідань. Невеличкий третій поверх являв собою чотирикутну вежу з годинником, увінчану шпилем, на якому було закріплено фігуру покровителя Києва архистратига Михаїла роботи місцевого скульптора Єви Куликовської.
Упродовж 1876–1880-х років у будинку містилася знаменита художня школа українського митця Миколи Мурашка, який влаштував тут 1878 року виставку старожитностей Південно-Західного краю і 48 портретів історичних діячів. З 1881 року в ньому почав діяти перший в Європі і тривалий час єдиний у Росії пункт нічних лікарських чергувань. 1900 року будівлю міської думи було реконструйовано, додано третій поверх над бічними крилами будівлі, під керівництвом архітектора Олександра Кривошеєва (1859—1916).
За радянських часів тут розміщувалися різноманітні адміністративні установи (губвиконком, окрвиконком, міськрада, обком компартії тощо), а архістратига Михаїла замінила велика червона зірка. 
Будівля колишньої думи була підпалена радянськими підпільниками 1 листопада 1941 року, більш ніж через місяць після вибухів будівель на Хрещатику. Наступного дня, 2 листопада, за цей підпал за наказом військового коменданта Києва генерала Еберхарда було розстріляно 300 заручників із числа цивільних киян. 
Ще до революції була поширена думка про помилковий вибір місця для будинку міської думи, що, зрештою, призвело до втрати відкритого простору Хрещатицької площі, названої після цього Думською. Це врахували автори проекту повоєнної відбудови Хрещатика, які вирішили не відновлювати напівзруйновану споруду, а натомість збудувати нове приміщення для Київської міської Ради посередині кварталу, обмеженого вулицями Прорізною та Богдана Хмельницького.

## Галерея

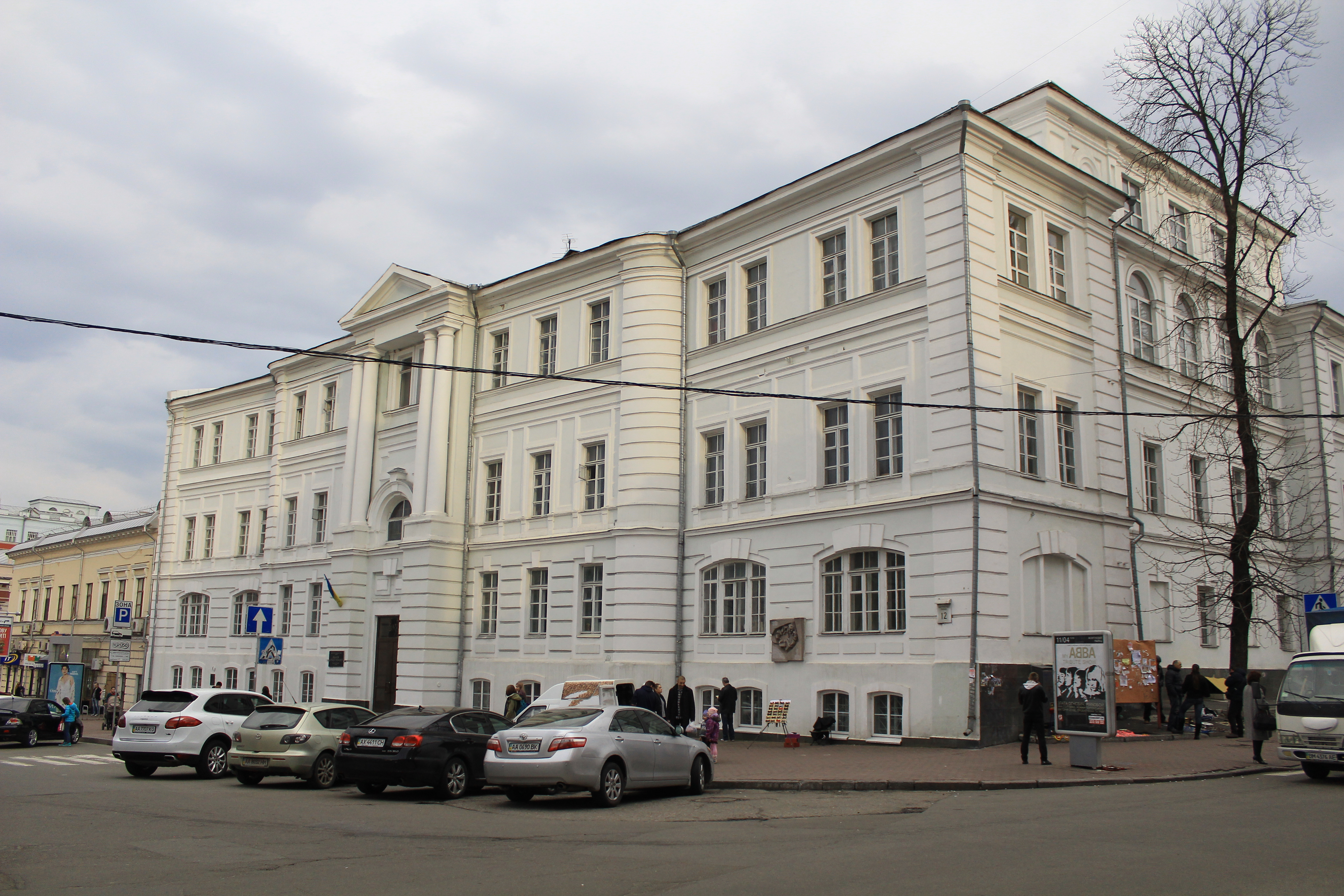
Будинок на Подолі, де з 1834 року розміщувалася міська дума
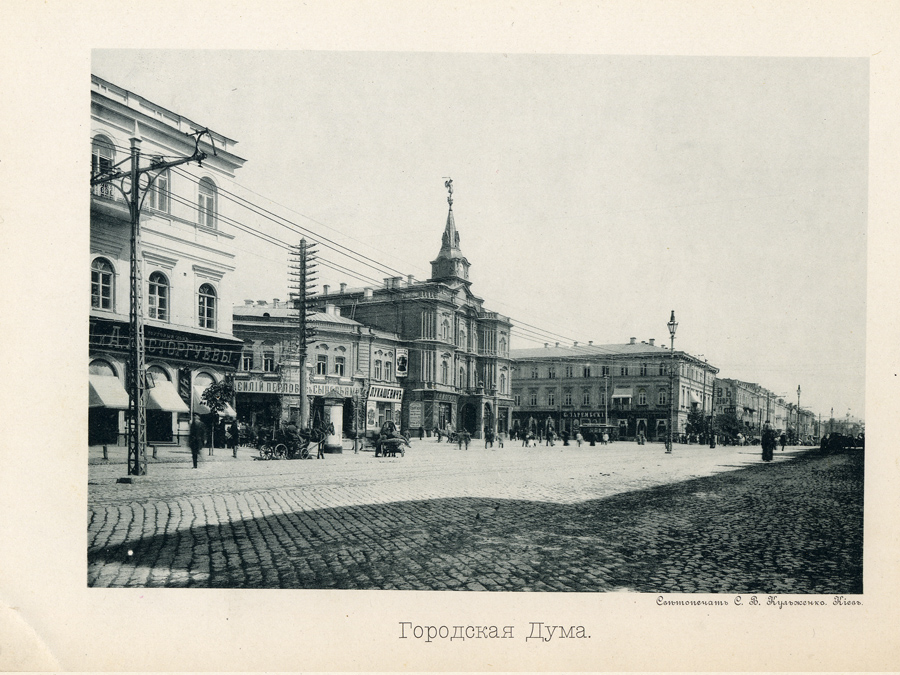
Листівка з фотографією думи. Кінець XIX ст., будівля до реконструкції 1900 року.
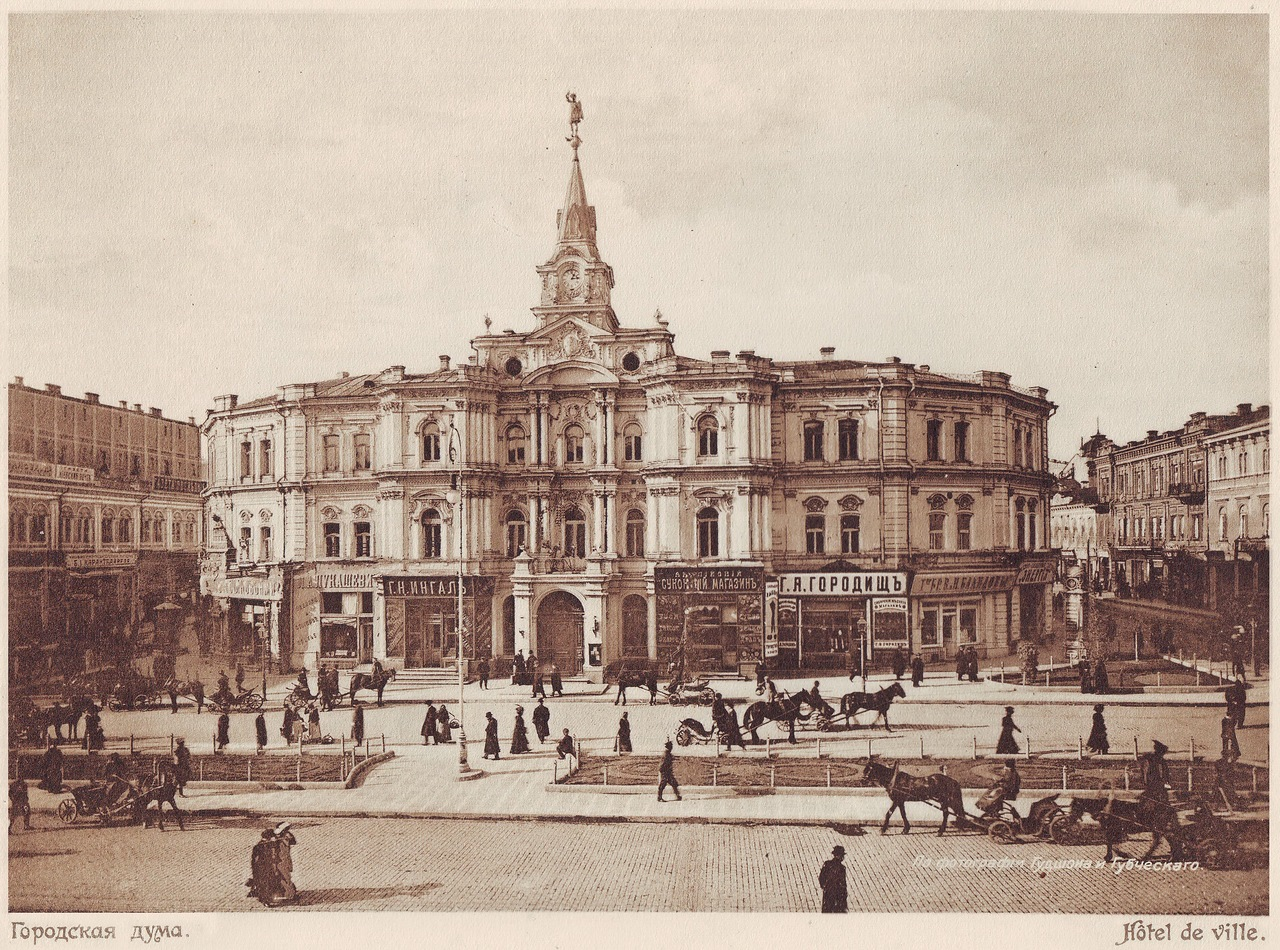
Київська міська дума, 1911 рік
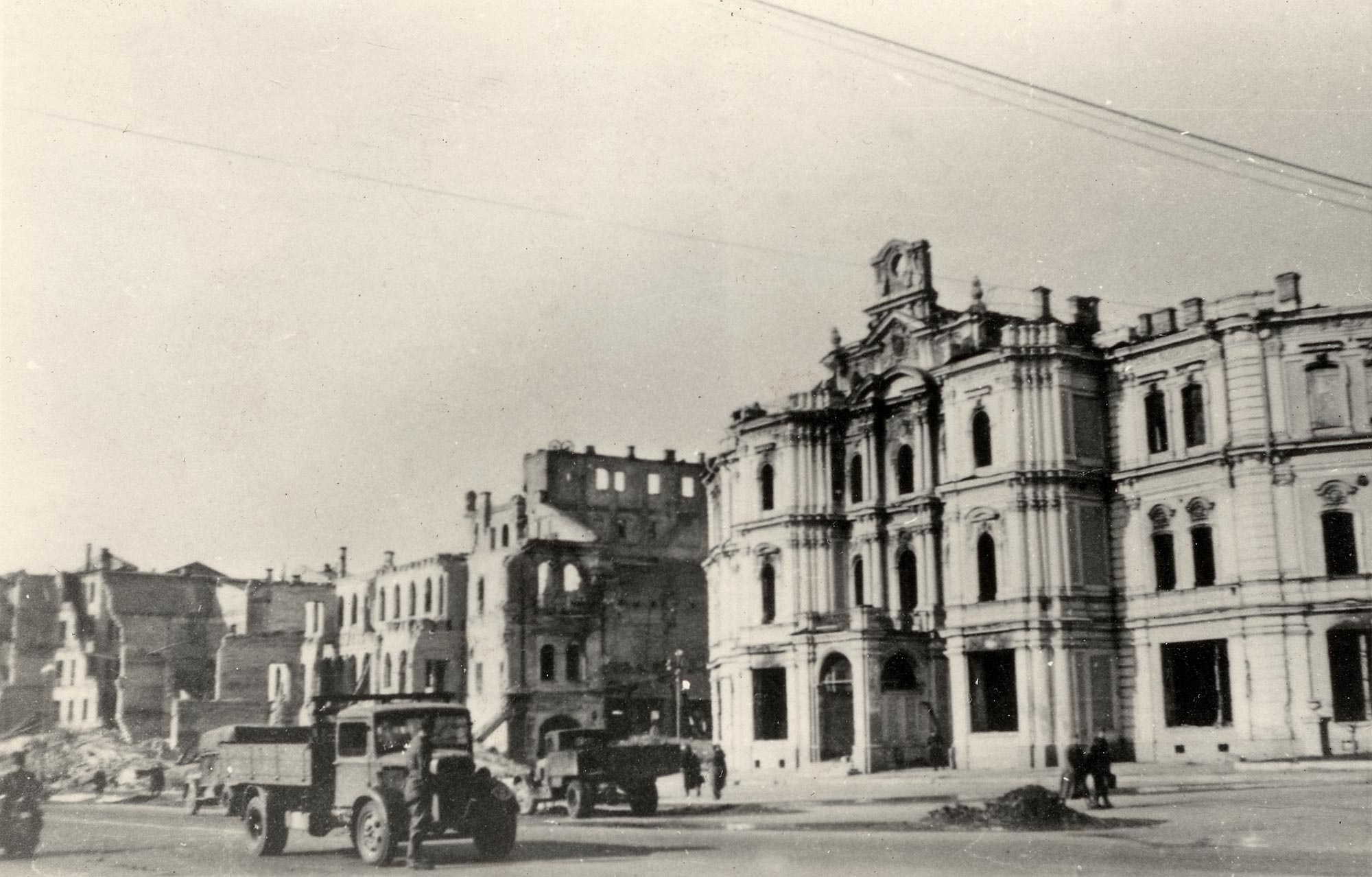
Зруйнована будівля Думи влітку 1942 року
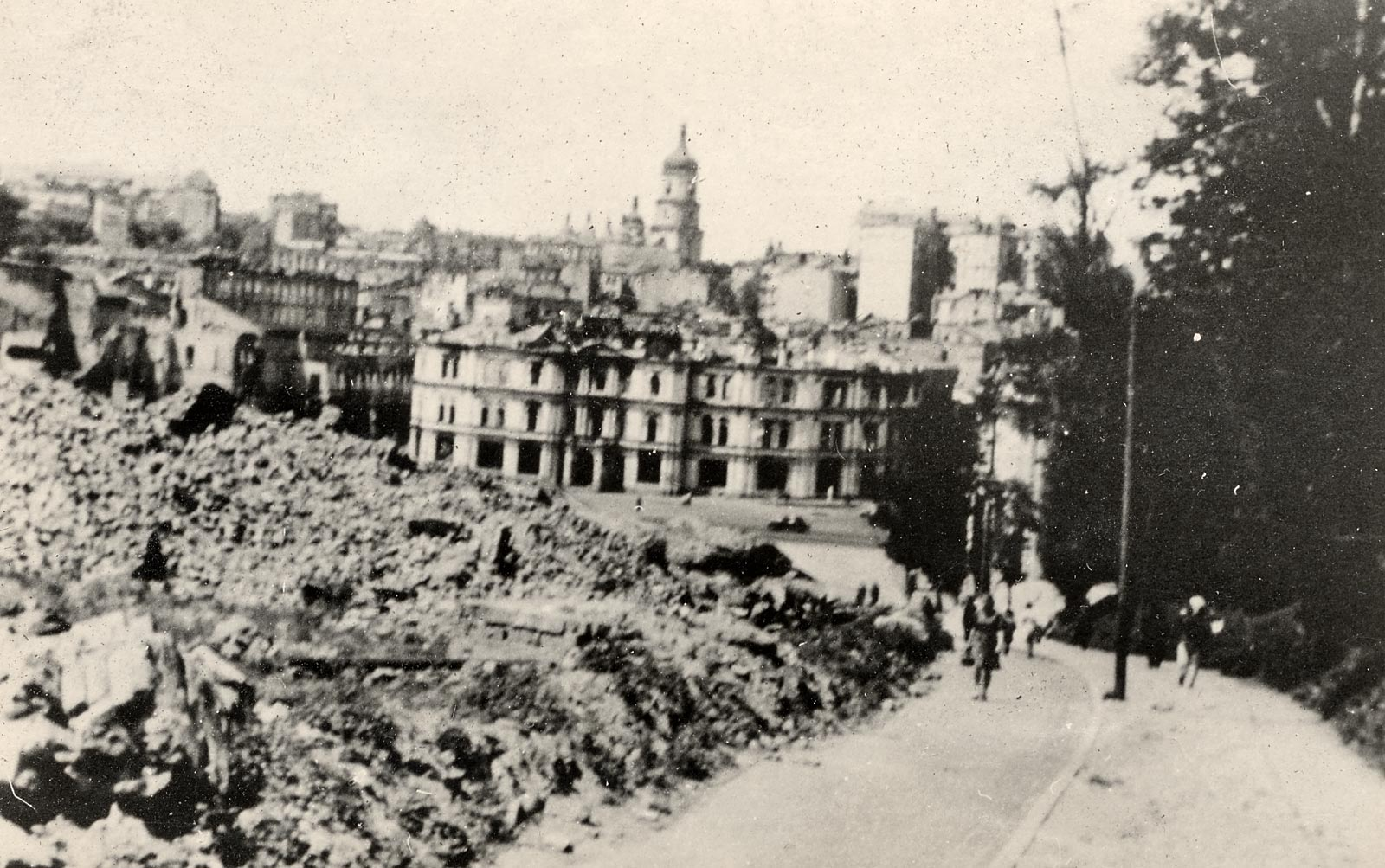
Зруйнована будівля Думи влітку 1942 року
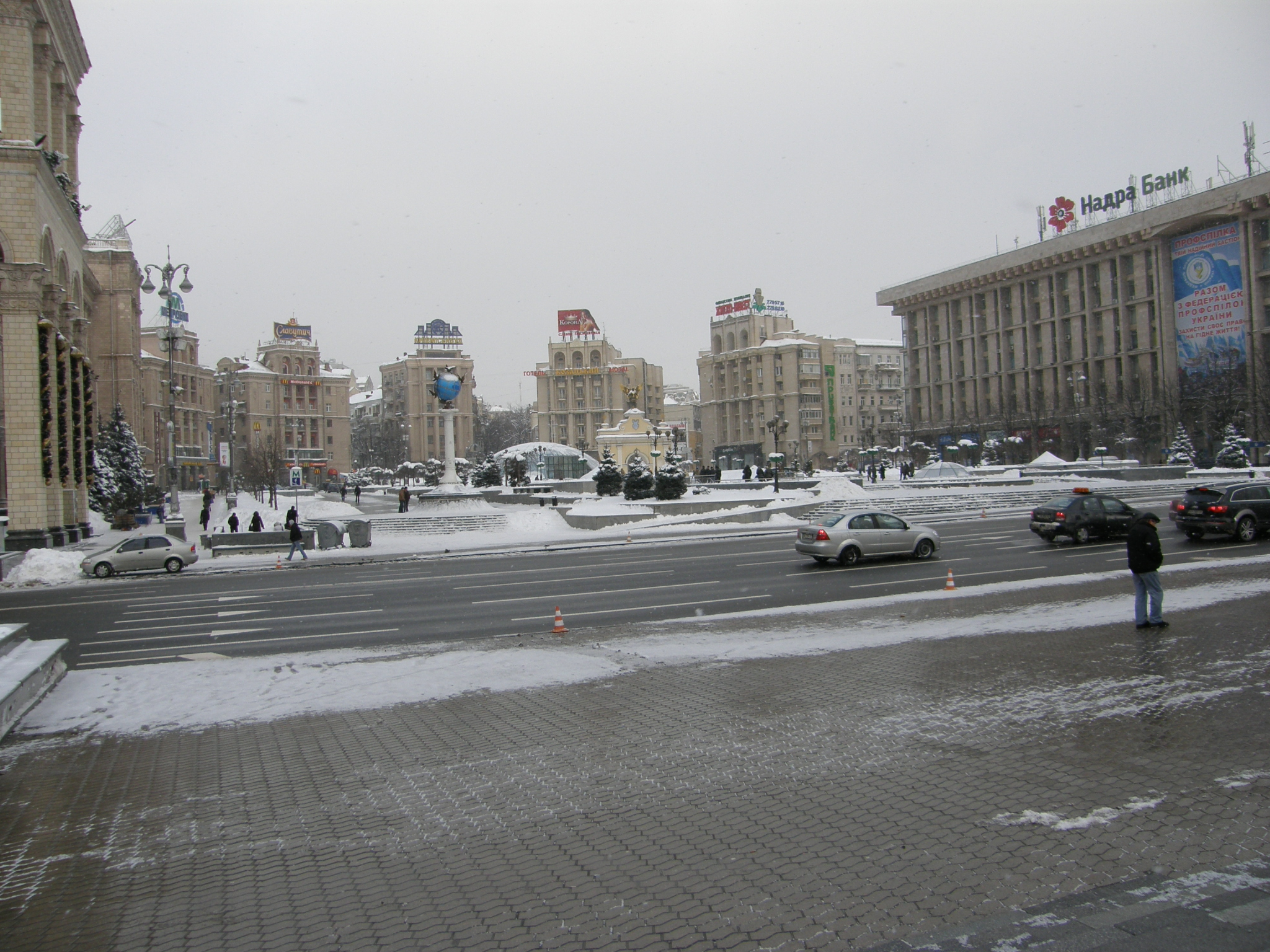
Сучасний вигляд місця, на якому стояла Дума
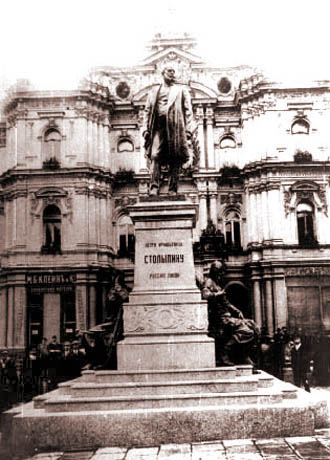
Пам'ятник Петрові Столипіну біля думи
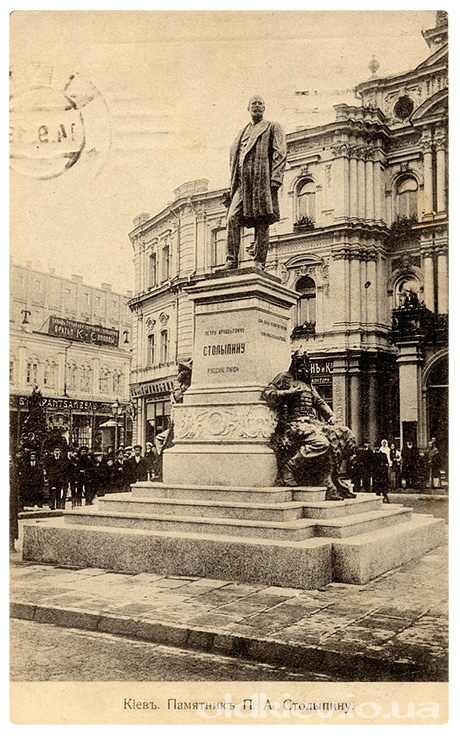
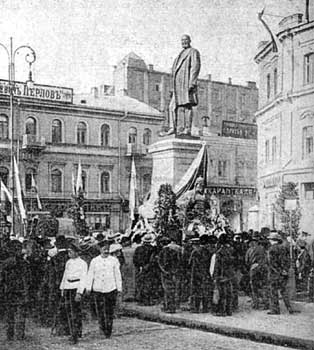
Відкриття у 1913
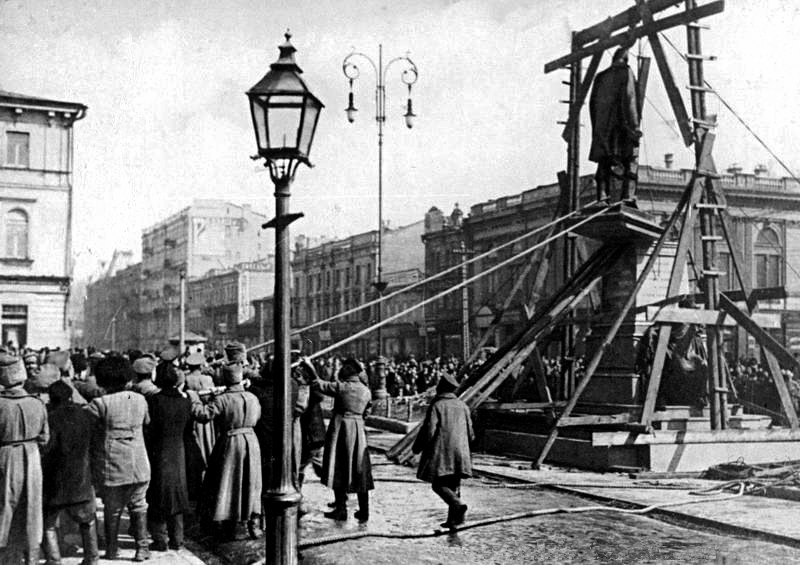
Повалення у 1917